# 柴田健太郎
柴田 健太郎（しばた けんたろう、1896年（明治29年）4月 - 没年不詳）は、日本、満洲国の裁判官。

## 経歴
福岡県出身。1914年（大正3年）福岡県立中学修猷館、1917年（大正6年）第一高等学校独法科を経て、1920年（大正9年）東京帝国大学法科大学法律学科（独法）を卒業。
宮崎地方裁判所、熊本地方裁判所、甲府地方裁判所、千葉地方裁判所、東京地方裁判所、東京控訴院の各判事を経て、1938年（昭和13年）満洲国最高法院審判官となり、1939年（昭和14年）新京高等法院次長に就任。
1943年（康徳10年）6月、新京法政大学学長に就任。